# Löhnberg
Löhnberg – miejscowość i gmina w Niemczech, w kraju związkowym Hesja, w rejencji Gießen, w powiecie Limburg-Weilburg.

## Współpraca
Miejscowości partnerskie:
- Auleben – dzielnica Heringen/Helme, Turyngia
- Ostermundigen, Szwajcaria